# Analisi razionale delle politiche pubbliche
L'Analisi razionale delle politiche pubbliche o ARP (in inglese Policy analysis) è una delle metodologie di indagine proprie della più generica analisi delle politiche pubbliche. Tale strumento può avere sia fini prescrittivi (cosa fare?) sia fini descrittivi (come funziona?) nello studio delle politiche pubbliche. Essa si basa sull'assunto che vi sia un inevitabile processo razionale nell'adozione di qualsiasi decisione. Tale procedimento è anche il più popolare, rispetto ad altri come la Policy inquiry, data la facile logicità del suo schema e per la sua applicazione storica ormai maturata.

## L'affermazione del metodo
La scienza politica americana sorge subito con una forte impronta prescrittiva, data la popolare fiducia nella possibilità di un approccio scientifico ai problemi sociali. Per questo motivo iniziò una generale raccolta dati in tutto il paese. Gli sforzi tuttavia non furono ricompensati soprattutto con il verificarsi di eventi imprevisti come la depressione. Per questo motivo negli anni 1980 con la svolta neoliberista, si è verificata una generale tendenza a ridurre lo spazio del pubblico, pur non rallentando la crescita della disciplina e dei suoi ricercatori.
Gli anni 1990 confermeranno la disillusione verso gli apparati pubblici, pur esaurendosi la spinta neoliberista. Ma ancora l'analisi delle politiche pubbliche non subisce alcun effetto negativo sia pure dovendo adattare il proprio paradigma.
L'istituzionalizzazione della policy analysis avviene in seguito alla diffusione delle think tank, alla professionalizzazione della scienza economica e all'inadeguatezza dei policy makers tradizionali.
Fuori dagli USA lo sviluppo dei metodi di analisi razionali ha avuto una storia ben diversa perché caratterizzata da poca rilevanza politica e l'oggetto di analisi raramente è definito come politica pubblica. Non mancano tuttavia istituti e enti che favoriscono lo sviluppo della analisi razionale, come l'OCSE, l'UE e il Formez. 
L'IRS di Milano è probabilmente l'istituto italiano che più si avvicina alle americane think tanks.

## Risorse teoriche e metodologiche
Il contributo dell'economia per il decollo della policy analysis è fondamentale perché è la prima scienza sociale che si pone di trovare risposte rigorose ai propri interrogativi. L'ARP mutua dall'economia due concetti fondamentali: la scarsità delle risorse e la necessità della scelta. Il problema della razionalità economica è quindi sostanzialmente interpretato come il "criterio della scelta".
Il concetto basilare che l'economia offre in proposito è l'ottimo paretiano. Tale concetto implica che gli individui sono i migliori giudici del loro personale benessere e che non sorgerebbero obiezioni laddove riescano ad aumentare il benessere senza danneggiare nessuno.
Un ulteriore contributo deriva dall'economia del benessere e lega in un intreccio indissolubile l'ottimo paretiano all'equilibrio competitivo, è il caso della concorrenza perfetta, che realizza l'efficienza del mercato.
Tuttavia vi sono delle situazioni che possono raccogliersi sotto la definizione di "fallimenti del mercato", tali casi sono ad esempio: le esternalità (esiti che ricadono su altri), beni pubblici (che sfuggono alla concorrenza perché caratterizzati da "non rivalità" e "non escludibilità"), monopoli (capacità di forzare i costi); anche le asimmetrie informative possono portare a esiti paretianamente inefficienti. Si possono menzionare anche gli squilibri distributivi (impossibilità di far stare meglio qualcuno senza danneggiare qualcun altro) anche se non sono propriamente fallimenti del mercato. Compito dell'economista è quindi l'analisi dei concreti meccanismi che governano la selezione delle alternative.
Una direzione diversa è invece seguita dagli economisti che hanno lavorato intorno al concetto di "benessere sociale": questo metodo, intrinsecamente democratico, realizza un ulteriore passo in avanti con la formulazione del concetto di “miglioramento paretiano potenziale” (compensazione). In questa prospettiva si ritiene che se in un primo momento una parte dei cittadini (policy takers) è danneggiata per favorire l'altra, in un secondo momento sarà ricompensata così da lasciare solo un segno positivo al processo complessivo.
In ultimo luogo, vi è l'”analisi costi-benefici” (o Acb) che permette di valutare se una modificazione nell'allocazione delle risorse è efficiente o meno.
Anche dalle scienze manageriali è giunto un apporto per l'ARP è il caso dello schema strategico per operare che è posto sui seguenti passaggi:
- Delimitazione delle questioni da affrontare;
- Costruzione di un modello;
- Verifica delle risorse disponibili;
- Selezione delle scelte più adeguate.

La teoria dei sistemi è un ulteriore strumento di cui dispone l'ARP. Esso riguarda lo studio di entità complesse mediante ricorso a modelli di tipo matematico. Nell'analisi delle politiche pubbliche, il concetto di sistemi permette di ricondurre a unità analitiche i processi che altrimenti rimarrebbero dispersi in un informe susseguirsi di eventi e informazioni.
Vi è poi il settore di ricerca definito public management che inizialmente presentava come linee guida l'unità di comando, la piramide gerarchica e il corto raggio di controllo. Successivamente, in seguito alla svolta degli anni 1980, il new public management focalizza l'attenzione su risorse finanziarie, organizzazione, e risorse umane.
Infine vi è l'analisi delle decisioni che si distacca dal nucleo originario dell'economia del benessere per una più acuta consapevolezza della natura soggettiva degli elementi che stanno alla base delle scelte. Si realizzano così confronti tra esiti positivi e negativi sulla base della valutazione che gli attori stessi fanno. Questo approccio permette di scommettere su eventi futuri distinguendo fra tre tipi di condizione per la valutazione:
- Condizione di certezza;
- Condizione di rischio;
- Condizione di incertezza.

La procedura comporta l'individuazione delle alternative possibili, l'attribuzione a ciascuna di un valore, l'assegnazione a ciascuna di una probabilità. Il concetto economico di valore attuale permette di ricondurre ad unica unità di misura le conseguenze che si verificano in tempi diversi. Lo strumento analitico più potente per l'analisi delle decisioni è l'albero decisionale.
Il problem solving e l'intelligenza artificiale si inseriscono solo in parte in questa rassegna. Secondo questo campo di ricerca sono i problemi, o meglio, il modo in cui sono pensati e comunicati a condizionare l'intero processo decisionale, compresa la definizione delle alternative e la rassegna delle risorse.

## Coordinate per la ricerca
Nonostante l'originaria dualità (data sia dalla necessità di fare ordine ma anche dalla consapevolezza di un certo margine di errore) propria dell'ARP, resta comunque qualcosa di diverso dalla mera applicazione delle teorie razionali al policy making. La ARP in primo luogo offre un arricchimento del dibattito verso l'obbiettivo della soluzione migliore.
Il secondo importante contributo dell'ARP consiste nell'individuazione delle fasi e delle procedure attraverso cui deve essere affrontato un problema di policy:
- Comprensione del problema (qual è? Com'è? Da chi e/o cosa è manifestato?);
- Raccolta delle informazioni (se non si fa nulla? Variabili principali? Tempistica?);
- Individuazione delle finalità, degli obiettivi e delle alternative (finalità generali? Obiettivi specifici? Alternative realistiche?);
- Valutazione ex ante (vantaggi e svantaggi delle alternative?);
- Monitoraggio e valutazione in itinere (procede come previsto?);
- Valutazione ex post (cosa si può dire col senno di poi?);
- Chiusura del ciclo (dunque che fare?).

## Questioni in sospeso
L'ARP oggi è una disciplina accademicamente consolidata, questo però non la esonera da numerose critiche su piani diversi, le principali sono:
- L'inconsistenza scientifica, secondo alcuni autori infatti (come Sartori e Panebianco), spesso l'ARP realizza valutazioni di natura ideologica che però spaccia per valutazioni scientifiche. Inoltre tale sistema contiene negative tracce di irrealismo e di potenziale antidemocraticità.
- L'inaffidabilità tecnica, dovuta a diversi limiti quali: 1 estrema semplificazione; 2 scarsa attenzione ai problemi di implementazione; 3 i costi dell'”analisi dei costi”.
- La vulnerabilità politica, dovuta a una certa tendenza verso la deriva tecnocratica oltre che alla difesa dello status quo, la sottovalutazione dei fallimenti del “pubblico” e l'ignoranza dei costi politici.